# Puerto Rico en los Juegos Mundiales de Breslavia 2017
Puerto Rico fue uno de los 102 países que participaron en los Juegos Mundiales de 2017 celebrados en Breslavia, Polonia.
La delegación de Puerto Rico estuvo compuesta por un total de dos atletas, y estuvo compuesta exclusivamente de mujeres.
Las deportistas puertorriqueñas no lograron obtener ninguna medalla en la competencia.

## Delegación

### Tiro con arco
| Femenil       |                      |     |    |                  |         |           |           |           |           |           |           |           |           |           |
| Marla Cintrón | Compuesto individual | 675 | 21 | # Mariya Shkolna | 139:143 | Eliminada | Eliminada | Eliminada | Eliminada | Eliminada | Eliminada | Eliminada | Eliminada | Eliminada |

### Levantamiento de potencia
| Femenil             |             |       |       |       |       |        |   |
| María Luisa Vásquez | Peso Ligero | 182.5 | 110.0 | 160.0 | 452.5 | 623.59 | 4 |